# ペップトーク
ペップトーク（Pep Talk）はスポーツ選手を励ますために指導者が試合前や大事な練習の前に行う短い激励のメッセージのことを指す。現在は語学と心理学の分析も進み、アメリカではセールスマンの営業研修やIT技術者のモチベーションアップ研修にも取り入れられている。語源はpep（元気）、pep up（元気づける）という言葉から来ている。

## 発生と進化の背景
アメリカでは、アスリートを指揮する監督やコーチは、人種問題や言語の問題など日本では想像できない障壁が多くあった。また、NFLやNBAが顕著であるように、監督やコーチよりも年俸・人気・実力のある選手たちをまとめて、チームを勝利に導くためには、日本のように「上から目線」で指示・指導するのではなく、選手ひとりひとりが持つ能力を遺憾なく発揮させるかが重要なポイントになっていた。
そんな状況の中で監督やコーチが選手とのコミュニケーションを取っていくときに 
- 選手が指導者の言うことを聴かない
- 選手の気持ちが理解できない
- 自分の思い（考え）が選手に伝わらない

といったジレンマがより強く存在しており、これらの問題を解決したのが「ペップトーク」であった。以降、ペップトークはアメリカのスポーツ界において多くの指導者が取り入れ、実践してきた。また、語学と心理学の分析も進んだことによってペップトークの技術もより洗練され、スポーツ以外にも様々な場面で使われるようになってきた。

## ペップトークの科学
ペップトークが様々な場所で実践されると同時に、どのようにしたら「良いイメージを持たせられるか」という点から様々な側面から研究も進んだ。
1. 成功の科学と心理学
ナポレオン・ヒルの著書「成功哲学」の例にもあるように「思考は現実化」する
2. 言葉の科学と心理学
ネガティブな単語や会話はネガティブな結果を導き、ポジティブな単語や会話はポジティブな結果を導く
3. 教育の科学と心理学
「ピグマリオン効果」と「ゴーレム効果」のように、期待されると人は伸びる
4. 治療の科学と心理学
「催眠療法」や「プラシーボ効果」で実証されているように、自己暗示が好結果に繋がる
5. 興奮の科学と心理学
興奮とリラックスの「逆U字曲線」で解明されているように、人が最大限の力を発揮させるためには、適度な緊張・興奮が必要

## 日本での現状
ペップトークの生まれたアメリカでは、意思表示の象徴としてスピーチを日常から行う文化が根付いているが、日本におけるペップトークの普及は未熟である。

## 映画の中のペップトーク
ペップトークは、スポーツの感動を伝える映画の中でもしばしば感動的なスピーチのシーンとして、本来の姿で描かれることがある。
- 勝利への旅立ち（1986年）
- ブレイブハート（1995年）
- インデペンデンス・デイ（1996年）
- エニイ・ギブン・サンデー（1999年）
- タイタンズを忘れない（2000年）
- 陽だまりのグラウンド（2001年）
- ミラクル（2004年）
- プライド 栄光への絆（2004年）
- ファイティング×ガール（2004年）
- ハリー・ポッターとアズカバンの囚人（2004年）
- コーチ・カーター（2005年）
- マーシャルの奇跡（2006年）
- グローリーロード（2006年）
- 栄光へのタッチダウン（2006年）
- ゴール!2（2007年）